# 多田晃
多田 晃（ただ あきら、1978年5月20日 - ）は、大阪府出身の高校野球指導者、社会科・情報科教諭。

## 経歴・人物
学生時代は履正社高校で、岡田龍生監督（現：東洋大姫路監督）の下、捕手としてプレーし、主将も務めた。高校卒業後の1997年からは東芝の工場で冷蔵庫をつくりながら、同社の軟式チームでプレーした。仕事と軟式野球の合間を縫って、高校卒業後も履正社の練習に顔を出していた。
工場勤務の傍らで佛教大学の通信教育課程を卒業し、教員免許を取得。桜宮高校での非常勤講師を経て、2007年より母校・履正社の教員となる。
履正社の硬式野球部では、2006年からコーチ、2021年から部長を歴任。2022年3月の岡田の監督退任に伴い、4月より監督に就任した。監督としての指導方針については、岡田監督の影響を挙げており、生徒たちと密にコミュニケーションを取ることを重要視している。
同年秋の近畿大会ではベスト8に進出し、2023年の第95回記念選抜高校野球大会への出場を勝ちとった。
2023年夏、選手権大阪大会では、決勝で大阪桐蔭に勝利し、第105回記念選手権大会への出場を勝ち取った。夏の大阪大会で、履正社が大阪桐蔭を破るのは、岡田監督が指揮を執っていた2020年の独自大会以来で、甲子園出場につながる大会に限ると、同じく岡田監督時代の1999年以来24年ぶり。決勝での大阪桐蔭との対戦は過去5回あり、この年まで履正社が4連敗している中での勝利、という快挙であった。

## 教え子
福田幸之介